# イブン・フィルナース

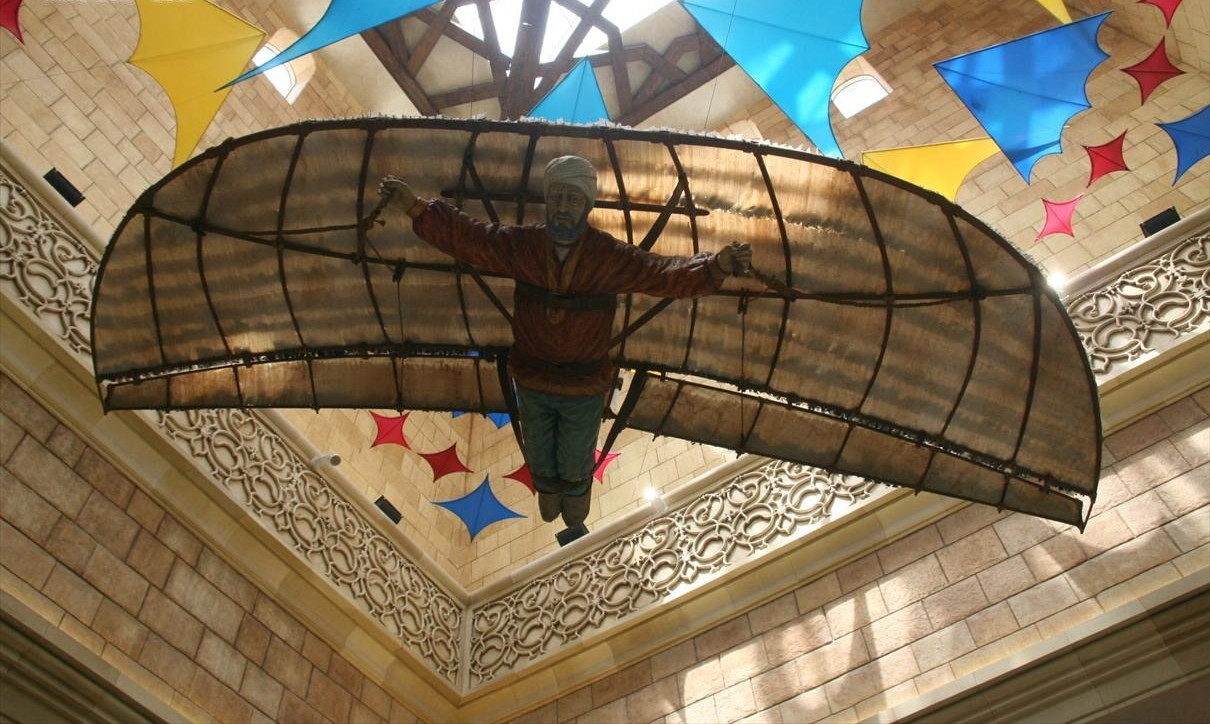
2006年に開業したドバイの商業施設、イブン・バットゥータ・モールの天井から吊り下げられたイブン・フィルナースの像。21世紀現在、イブン・フィルナースはアラブ世界の科学技術を象徴する人物として視覚化されるに至っている。

イブン・フィルナース（Ibn Firnās; 西暦810年 - 887年）は、イスラーム文化圏の9世紀イベリア半島の百科学的知識人。ハカム1世とその息子アブドゥッラフマーン2世期の後ウマイヤ朝の宮廷詩人であったが、詩作や音楽といった分野よりも医術や工芸に秀でた。現代ではむしろ、後ウマイヤ朝で活躍した代表的な「科学者」、とりわけ「史上初の飛行実験を行った人物」として認知されている。
名前について、より詳しくは、アブル・カースィム・アッバース・ブン・フィルナース・ブン・ウィルダース・タークリニー（أبو القاسم عباس بن فرناس بن ورداس التاكرني）と伝わっており、後世のヨーロッパ人にはアフェルナス（Afernas）というラテン名でも言及されることがある。

## 情報源
イブン・フィルナースは、イスラーム文化圏の9世紀イベリア半島、すなわち「アンダルス」を支配した後ウマイヤ朝の3代にわたるアミール、ハカム1世、アブドゥッラフマーン2世、ムハンマド1世に仕えた廷臣である。長らく名前と没年程度しか情報がなく、どのような人物であったか、何をした人物か知られていなかったが、11世紀アンダルスの歴史家イブン・ハイヤーンの歴史書 al-muqtabis が再発見されたことによって、その強烈なパーソナリティが明らかになった。19世紀中ごろ（1840年）には、17世紀北アフリカの歴史家マッカリーの著作 Nafh al-tīb が初めて校勘本の活字出版と西洋近代語への翻訳がなされる。その後、アラブ主義者のアフマド・ゼキー・パシャがイブン・フィルナースの飛行実験の紹介に努めた（例えば、«L’aviation  chez  les  arabes» Bulletin de l’Institut Égyptien, Cinquième série, Tome V, année 1911, Le Caire, Juin 1912）。

## 生涯

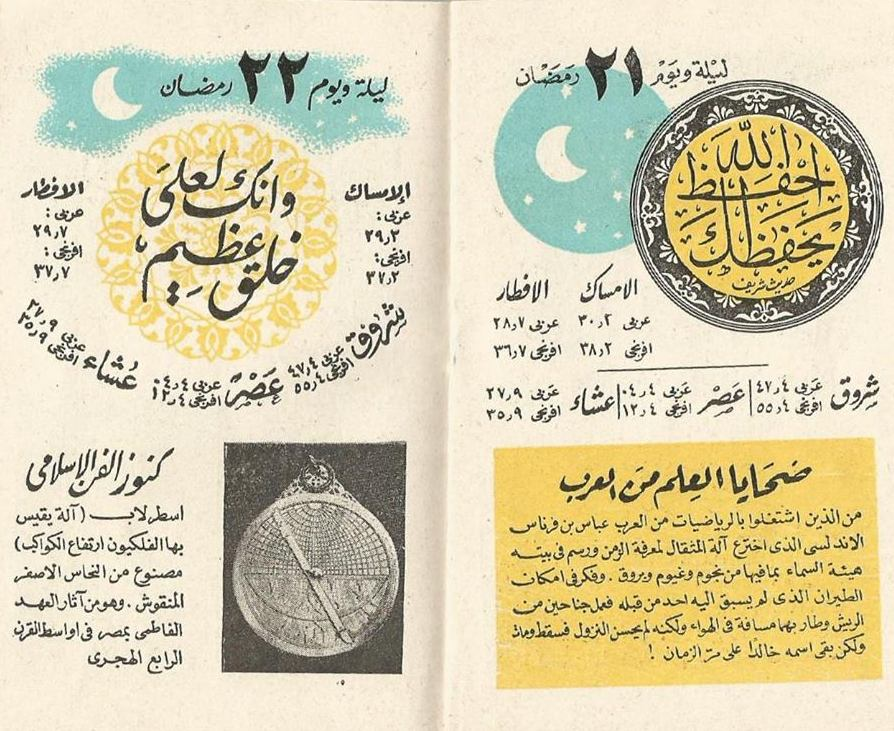
1953年にチュニジアで発刊されたラマダーン月のカレンダー。アラブ世界に関する教養メモが毎日紹介されている。右ページの21日はイブン・フィルナースが自宅に設置した天体や雲の動きを模式的に示した仕掛けの話と、飛行実験の話を紹介している。

まずイブン・フィルナースの名前について。より詳しくは、アブル・カースィム・アッバース・ブン・フィルナース・ブン・ウィルダース・タークリニー（أبو القاسم عباس بن فرناس بن ورداس التاكرني）と伝わっている。そのため、本人の名前はアッバース、父祖の名前はフィルナース、ウィルダース（ただしレヴィ＝プロヴァンサルはワルドゥースと読んでいる）、長男の名前はカースィムという情報が得られ、さらにそこから、彼自身がベルベル系のイスラーム教への改宗者、マウラーであったことがわかる。
イブン・フィルナースの出身地は、ニスバよりタークルンナーのクーラ（kūra of Tākurunnā）という場所、現代スペインのロンダのあたりである。イブン・フィルナースの父祖は、アラブ＝イスラーム教徒軍の最初のイベリア半島征服にしたがって、北アフリカからイベリア半島へ侵入したベルベル人であったと推定される。
イブン・フィルナースは、ウードを携えアッバース朝から後ウマイヤ朝に来朝し、当地の音楽を革新した楽人ジルヤーブと同時代人であり、同じコルドバの宮廷に仕える宮廷詩人であったが、20世紀の科学技術史の専門家、リン・ホワイトはむしろ、へぼ詩人、音楽も他人から教わる段階と書いている。イブン・フィルナースには技術や工芸に関して奇想があったものと考えられ、彼が生きていた時代から750年も経ってからの情報源にはなるが、17世紀のマッカリーがイベリア半島に盛衰したムスリム政権の歴史を書いた歴史書には、彼のいくつかのエピソードが紹介されている。
マッカリーによると、イブン・フィルナースは石ころからガラスをつくる方法を発見した、一種のメトロノームを作成したとされる。ガラスに関する記述は、水晶を磨いて原始的な凸レンズ（リーディング・ストーン）を作成したと解釈する学者もいる。さらにマッカリーによると、イブン・フィルナースは自邸に星や雲を模したものを見せる一室を作ったという。この部屋には床下に仕掛けがあり、見学者は雷鳴や稲光に驚いたという。

## 発明
イブン・フィルナスはアル・マカタ（Al-Maqata）と呼ばれる水時計を設計し、透明なガラスの製造法を考案して補正レンズ（通称「読む石」）を作り、また石英を切断する方法を開発することにより、切断のために水晶をスペインからエジプトに送ることを不要にした。
彼は気象制御のためのシミュレーション室を持っており、見学者を星、雲、人工雷で驚かせた。彼がいかにして雷や天気を作り出したのかは不明であるが、これに電気が使われていなかったことは確実であろう。歴史学者のリン・タウンゼント・ホワイト・ジュニア（Lynn Townsend White, Jr.）によると、イブン・フィルナスは「メトロノームのような機械」も発明している。また、イブン・フィルナスは原始的なオーニソプターを建造して飛行を試みている。

## 飛行
イブン・フィルナスは自ら向けて以下のような問いを書き残している。
875年、65歳の時、おそらくは先行するアルメン・フィルマン（Armen Firman）による飛行の企てに影響を受けて、イブン・フィルナスは最初の飛行を試みた。コルドバ近郊の「花嫁の山」（Jabal al-'Arus）から原始的なオーニソプターを発進させたのである。しかしながら、彼の試みは墜落と臀部の負傷で終わった。この失敗は、「鳥が着陸をする方法に注意を払わず、尻尾を付け忘れた」と評された。
イブン・フィルナスはその12年ほど後、887年に77歳で死去した。彼は死ぬまで背中の痛みに悩まされ続けた。

## 遺産

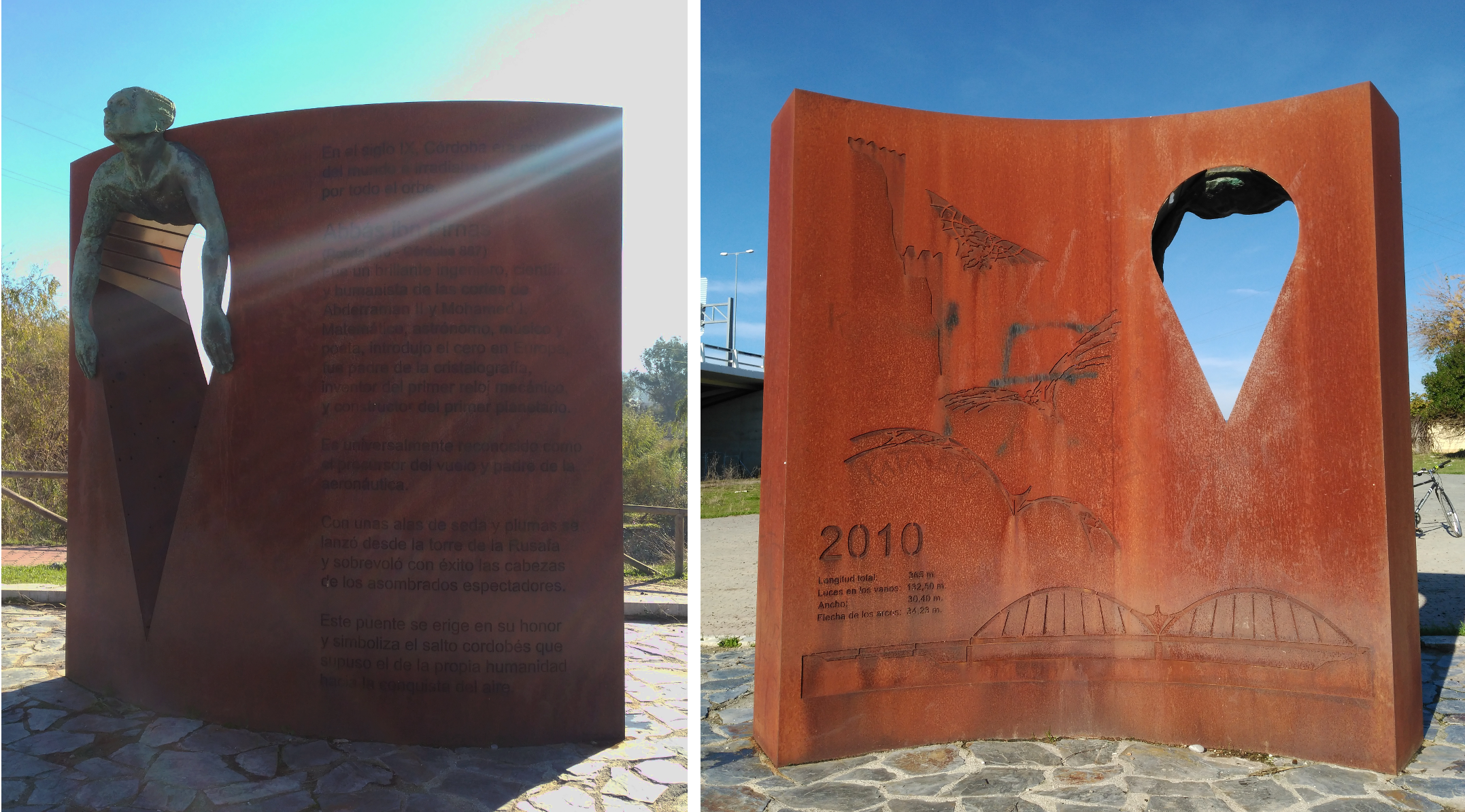
2010年にコルドバで設置されたイブン・フィルナースを記念するモニュメント。

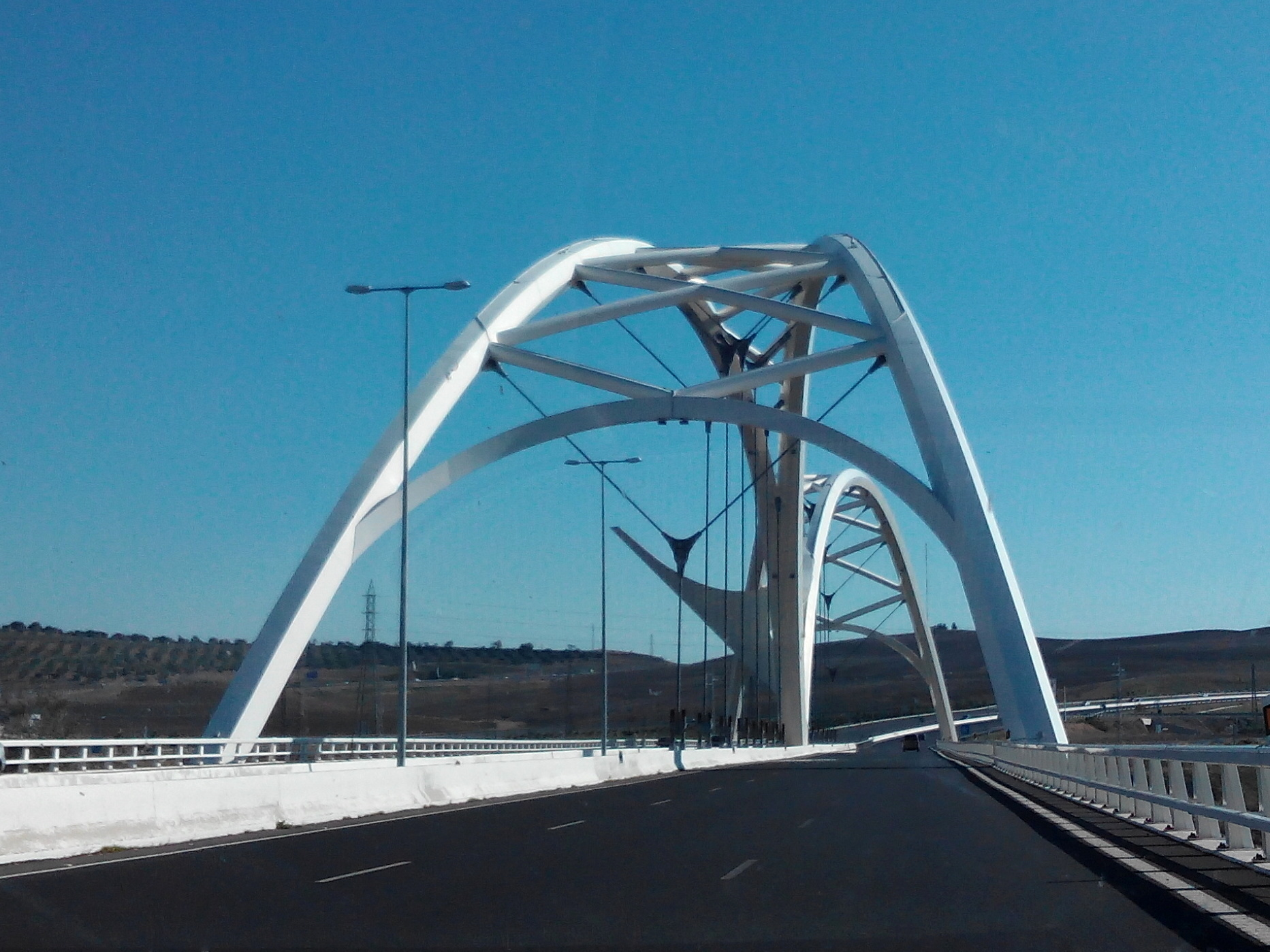
現代スペイン、コルドバ県のアッバース・ブン・フィルナース大橋。2011年建設。イブン・フィルナースを飛行・航空技術の先駆者として捉え、その功績を讃えるためにその名を冠した。

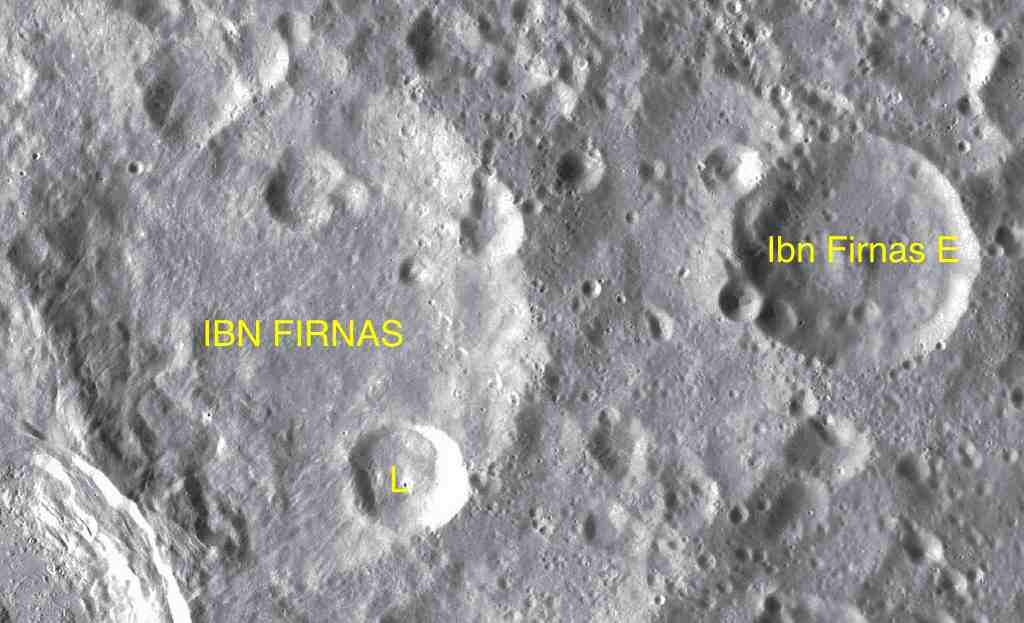
1976年には月の裏側にあるクレーターの一つに、イブン・フィルナースの名前が冠された（イブン・フィルナース・クレーター）。

おそらく、彼の飛行は一世紀と少し後のマルムズベリーのエイルマーに影響を与えた。エイルマーは1010年頃、グライダーを使ってイングランドで200mを飛行したと考えられている。
西洋人が子供にケイリー卿やリリエンタールやサントス・デュモンについて教えるのと同様、イスラム世界ではイブン・フィルナスの名が言及される。リビアには彼の栄誉を称える切手が発行されている。イラクではバグダード国際空港近くに彼を記念する像が建てられており、またバグダードの北にあるイブン・フィルナス空港は彼の名にちなんでいる。月面のクレーターにも、その名が冠されたものが一つある。（→イブン・フィルナス・クレーター。月の裏側にある。）
ポール・ランディ（Paul Lunde）は「もしイブン・フィルナスがメディチ家のフィレンツェに住んでいたならば、ルネサンス的万能家として名を成していただろう」と述べている。

## 伝記的資料
- J. Vernet, Abbas Ibn Firnas. Dictionary of Scientific Biography (C.C. Gilespie, ed.) Vol. I, New York: Charles Scribner's Sons, 1970-1980. pg. 5.
- Salim T.S. Al-Hassani (ed.), Elisabeth Woodcock (au.), and Rabah Saoud (au.). 2006. 1001 Inventions. Muslum Heritage in Our World. Manchester: Foundation for Science, Technology and Civilisation. See pages 308-13. (ISBN 978-0-9555035-0-4)